# Тебисский сельсовет
Тебисский сельсовет — сельское поселение в Чановском районе Новосибирской области Российской Федерации.
Административный центр — село Тебисское.

## История
Статус и границы сельского поселения установлены Законом Новосибирской области от 2 июня 2004 года № 200-ОЗ «О статусе и границах муниципальных образований Новосибирской области»

## Население
| 2002  | 2010  | 2012  | 2013  | 2014  | 2015  | 2016  |
| ----- | ----- | ----- | ----- | ----- | ----- | ----- |
| 2003  | ↘1840 | ↘1821 | ↘1773 | ↗1813 | ↘1774 | ↘1750 |
| 2017  | 2018  | 2019  | 2020  | 2021  |       |       |
| ↘1736 | ↘1684 | ↘1637 | ↘1586 | ↘1549 |       |       |

## Состав сельского поселения
| № | Населённый пункт | Тип населённого пункта       | Население |
| - | ---------------- | ---------------------------- | --------- |
| 1 | 2966 км          | населённый пункт             | →0        |
| 2 | Приомский        | посёлок                      | ↘204      |
| 3 | Рождественка     | посёлок                      | →355      |
| 4 | Танчик           | посёлок                      | ↘158      |
| 5 | Тебис            | аул                          | ↘402      |
| 6 | Тебисское        | село, административный центр | ↘721      |